# Łabędzi Staw (Łeba)
Łabędzi Staw (także: Staw Łabędzi, Czarny Staw) – staw w północnej części Łeby, pomiędzy Falochronem Wschodnim, a ul. Wojska Polskiego, na terenie nadmorskiego Parku Leśnego.

## Charakterystyka
Staw powstał w wyniku renowacji starego koryta rzeki Łeby. Prace przeprowadzono w latach 2012–2013 z użyciem pogłębiarki. Przez centralną jego część przerzucono drewniany most dla pieszych. Pomysłodawcą rewitalizacji stawu i okolic był ówczesny burmistrz Łeby Andrzej Strzechmiński.

## Wędkarstwo
W stawie występują: karp, lin, karaś srebrzysty, płoć, jesiotr i karaś złocisty. Dwa ostatnie gatunki objęte są zakazem połowu. Dzienny limit połowu wynosi 5 kg (w tym jeden karp i jeden lin).

## Nazwa
Nazwa Czarny Staw wywodzi się od sosen czarnych, które rosną na brzegach akwenu.